# Maria Amélia Ferreira
Maria Amélia Duarte Ferreira (Vila Nova de Gaia, 27 de fevereiro de 1955) é uma professora universitária e médica portuguesa. Em 2014 foi nomeada directora da Faculdade de Medicina da Universidade do Porto sendo a primeira mulher a ocupar o cargo. Assumiu o cargo de Provedora da Santa Casa da Misericórdia de Marco de Canaveses em 2012.
Em 2021 candidatou-se à Câmara Municipal do Marco de Canaveses pela coligação PSD/CDS "Mais Pelas Pessoas", tendo alcançado o segundo lugar com 34,21% com 10 347 votos.

## Percurso
Maria Amélia Duarte Ferreira nasceu no dia 27 de fevereiro de 1955, em Vila Nova de Gaia.
No liceu teve como professora de biologia experimental Luísa Cortesão. Inicialmente queria Engenharia Aeronáutica em Lisboa para poder ir trabalhar na NASA mas por questões familiares optou por estudar medicina na Faculdade de Medicina da Universidade do Porto (FMUP), onde começou a estudar em 1972 tendo terminado a licenciatura em 1978.
É também na FMUP que tira o doutoramento em 1985 e onde começa a dar aulas como professora catedrática em 1993. Em 1990 obtém a pós-graduação em Educação Médica na Universidade de Cardiff.
Em 2012, assume o cargo de provedora da Santa Casa da Misericórdia de Marco de Canaveses, onde desenvolve vários projectos direccionados para terceira idade, não só no lar de idosos da Santa Casa como também fora dele. É neste âmbito que cria o serviço móvel de saúde SMS + Mais Cuidadores que procura dar apoio não só aos idosos em situações vulneráveis como também aos seus cuidadores.
Na FMUP foi também directora do gabinete de Relações Internacionais, onde se envolveu em programas de cooperação para o desenvolvimento no estrangeiro, nomeadamente em Angola e Moçambique. Entre os programas, encontra-se o  “A Name for Health” (Um nome para a saúde) apoiado pela Comunidade Europeia, onde coordenou ao longo de três anos, a criação de um laboratório de de simulação biomédica em Cabinda, de maneira a tornar possível o ensino à distância de anatomia patológica, entre outras coisas.
Em 2014, Maria Amélia Ferreira foi nomeada directora da Faculdade de Medicina da Universidade do Porto e torna-se na primeira mulher a fazê-lo desde a criação da instituição de ensino.
Em 2018 foi nomeada Conselheira Local para a Igualdade de Género em Marco de Canaveses.

## Prémios e reconhecimento
A ferramenta Gincana Virtual (Gincana de Anatomia) criada para promover a aprendizagem activa através de ferramentas digitais, criada sob a sua coordenação, recebeu em 2009 o Prémio de Excelência E-learning da Universidade do Porto.
Em 2011, recebeu o Prémio Educação atribuído pela Fundação Calouste Gulbenkian pelo seu trabalho no desenvolvimento e coordenação de projectos de cooperação na área da Educação Médica com os PALOP, nomeadamente através do projecto  EDULINK: “A Name for Health, apoiado pela Comunidade Europeia.
A Misericórdia de Lisboa distinguiu-a em 2018 com o Prémio Nuno Correa Verdades Faria, em reconhecimento pelas acções de responsabilidade social por ela promovidas junto das populações rurais mais idosas, no âmbito do seu trabalho enquanto provedora da Santa Casa de Marco de Canaveses.
Ganhou o Prémio Consagração de Carreira Dona Antónia Adelaide Ferreira, atribuído pela Sogrape Vinhos e pelos herdeiros de Dona Antónia Ferreira pelo seu trabalho nas áreas da educação médica e a investigação biomédica e pelo trabalho desenvolvido enquanto directora da FMUP e na Santa Casa De Marco de Canaveses.
O serviço móvel de saúde SMS + Mais Cuidadores criado por Maria Amélia, recebeu uma menção honrosa no Prémio Maria José Nogueira Pinto.
Em 2020 é galardoada com o Prémio ACTIVA Mulheres Inspiradoras, na categoria Solidariedade.
A 3 de março de 2021, foi agraciada com o grau de Grande-Oficial da Ordem do Mérito.

## Obra
Ao longo da sua carreira também realizou trabalhos de investigação cientifica em educação médica, anatomia e neurociência, sendo autora de mais de 200 apresentados em reuniões cientificas.